# 服务开通
服务开通是一个电信行业的技术词汇，它是指为了向用户提供（新）服务的准备和安装一个网络的处理过程。它也包括改变一个已存在的优先服务或功能的状态。
英语“Provisioning”的原意是“供应”“预备”，电信行业中一般将其翻译成中文“服务开通”。也有文档称其为“开通”，“服务提供”，“服务供应”，“开局”等。
在一个在所有层面使用信息技术的现代信号基础设施（signal infrastructure）中，电信业务和“更高层的”基础设施间不可能存在差别。于是，“服务开通”配置任何所需的系统，向用户提供对数据和技术资源的访问，并关联到所有有关的企业级信息资源管理。
从一个管理的角度来看，它一般由首席信息官（CIO）管理，并且，必要地，包括人力资源和IT部门合作以进行：
- 给予用户接入数据仓库的权力或基于一个唯一的用户标识对系统、网络应用和数据库进行授权。
- 向其用户拨付硬件资源，例如计算机、移动电话和寻呼机。

作为其最核心的责任，服务开通流程监视访问权力和权限（access rights and privileges）以保证一个企业的资源和用户隐私的安全。其次的责任为，它保证承诺并最小化关于入侵和滥用（penetration and abuse）的系统漏洞（vulnerability of systems）。第三，通过使用引导映像控制（boot image control）和其它可以彻底减少各种不同相关配置的数量的方法，设法减小用户配置的数量。
“服务开通”常常出现在有关虚拟化、编配、效用计算、云计算和开放式配置的概念和项目的上下文中。例如，结构化信息标准促进组织（Organization for the Advancement of Structured Information Standards，简称OASIS）开通服务技术委员会（Provisioning Services Technical Committee，简称PSTC），为交换用户、资源和服务开通信息定义了一个基于可扩展标记语言（Extensible Markup Language，简称XML）的框架，例如，用于“在机构内部或之间管理身份信息和系统资源的服务开通和分配”的服务开通标记语言（Service Provisioning Markup Language，简称SPML）。
一旦开通，系统操作（SysOp）的处理流程保证业务都被维护到所期望的标准。这样服务开通就只与服务操作的安装或启动相关，而系统操作则与正在进行的责任相关。

## 服务器服务开通
服务器服务开通（Server provisioning）是指：以合适的系统、数据和软件来准备一个服务器，并使其可用于网络操作的一系列动作。开通一个服务器的典型任务是：从一个可用服务器的池里面选择一个服务器，载入相应的软件（操作系统、设备驱动、中间件和应用程序），适当地对系统和软件进行定制化和配置，从而为这个服务器创建或改变一个引导映像（boot image），并随后更改其参数，例如网际协议（IP）地址、网际协议网关，以找到相关的网络和存储资源（某些时候被独立分出为资源开通）来审计该系统。通过审计此系统，确保只有有限的漏洞并遵从开放式漏洞和评价语言（Open Vulnerability and Assessment Language，简称OVAL），保证承诺，或安装补丁。在这些动作后，重启系统并载入新软件。这使得系统做好了运营的准备。通常，一个互联网服务提供商（Internet service provider，简称ISP）或网络操作中心（Network Operations Center）将用一系列定义明确的参数来执行这些任务，例如，一个由某个机构同意的并且它使用授予了许可证的软件的引导映像。许多这样一个引导映像的实例创建一个虚拟专有主机。
许多软件产品可以用于自动化服务器、服务和最终用户设备开通，例如来自Stratavia、博思软件（BladeLogic）、国际商业机器公司或惠普这些供应商的。中间件和应用程序既可以在操作系统被安装的时候安装，也可以在之后使用一个应用程序服务自动化（Application service automation）工具安装。更多的问题被在学术界讨论，例如服务开通将在何时被发出，以及在多层或多服务的应用程序中需要多少服务器。
简单地说，服务器开通基于资源需求配置服务器。对硬件或软件组件（例如，单/双处理器、内存、硬盘、独立冗余磁盘阵列控制器、网卡数量、应用程序、操作系统等）的使用视服务器的功能而定，例如因特网服务提供商（ISP）、虚拟化、网络操作系统（NOS）或语音处理。服务器冗余视服务器在机构中的可用性而定。关键应用在使用集群服务器、独立冗余磁盘阵列或镜像系统时停机时间会更少。
部分由大型中心使用的服务要避免如此。额外的资源开通可能依每个服务而做。

## 用户服务开通
用户服务开通（User provisioning）涉及用户对象和用户属性的创建、维护和去激活，而它们存在于一个或多个系统、目录或应用程序中，响应自动或交互式的业务处理流程。用户服务开通软件可能包括一个或多个如下的处理流程：变更传播（change propagation）、自助工作流、统一的用户管理（consolidated user administration）、委托的用户管理（delegated user administration），以及联合的更改控制（federated change control）。用户对象可能代表雇员、承包商、供应商、合作伙伴、客户，或其它的一个服务的接受者。服务可能包括电子邮件、一个已发布的用户目录中的内容、对一个数据库的访问、对一个网络或高性能主机（mainframe）的访问等。用户开通是一种身份管理软件，尤其在这样一些机构中——它的用户可能被在多个系统中的多个对象所表示——比较有用。

## 移动签约用户服务开通
移动签约用户服务开通（Mobile subscriber provisioning）涉及为一个移动电话网络，以及任何用于标准因特网聊天或邮件服务的网关的一个已存在的用户，进行的诸如通用分组无线服务（GPRS）、多媒体消息服务（MMS）和即时通讯这样的新业务的建立。通常，网络运营商根据移动电话操作系统所能接受的形式，使用短信（SMS）或无线应用协议（WAP），将这些设置发送到签约用户的手机。

## 移动内容服务开通
移动内容服务开通（Mobile content provisioning）涉及投送移动内容所涉及设备的不可知的特性——例如移动互联网——到一个移动电话。这些可能包括操作系统类型和版本、爪哇（Java）版本、浏览器版本、页面表单因素（screen form factors）、音频能力、语言设置，以及诸多其它特性。在截至2006年4月，有大约5000宗的相关交换。尽管投送到的是广泛地不同的手机，移动内容服务开通使一个公共的用户体验变得容易。

## 互联网接入服务开通
互联网接入服务开通（Internet access provisioning）是在线获取一个用户/客户的处理过程。比用户服务开通和网络服务开通更进一步的是，客户端系统必需被配置。该处理流程通常包括许多步骤，因所讨论的连接技术（数字用户线路、电缆、光纤等）而异。可能的步骤是：
- 调制解调器（modem）配置
- 通过网络鉴权
- 安装驱动
- 设置无线局域网
- 安全化操作系统（主要只针对视窗）
- 为浏览器配置供应商特殊设置
- 电子邮件服务开通（创建邮箱和别名）
- 在客户端系统的电子邮件配置
- 安装附加支撑软件
- 安装客户购买的附加包
- 其它等等

有三种开通互联网接入的途径：
- 提供安装指南
- 技术人员上门安装
- 服务器侧远程安装
- 客户端侧自助应用程序（安装光盘）

安装指南对于有经验的用户来说有很大帮助，但是没有经验的用户则会需要多次打电话给服务热线，直到所有的互联网服务都可以访问。每次因为用户过失或软件错误而造成的对配置的无意更改，都会导致额外的求助电话。
派一个技术人员上门是从供应商角度来看的最可靠的途径，因为这个人会保证在离开客户住所之前，所有的互联网访问都是正常工作的。这个优势是随着高代价一起来的——既是对供应商也是对客户——因商业模式不同而异。另外，这对客户来说也不方便，因为他们不得不去一直等待一个安装预约，并且因此他们要挤出一天的工作时间。对于上门修复一个互联网连接或电话支持又会再需要一次。
服务器侧调制解调器配置使用一个被称为TR-069的协议。它被广泛地确立并且是可靠的。在现阶段它只能被用于调制解调器配置。协议的扩展正在被讨论，但尚未实际生效，主要是因为大部分客户端设备和应用程序现在还不支持它们。所有其它的服务开通处理被留给了用户，通常导致了很多对服务热线的较长呼叫。此种解决方案的供应商包括像友好技术（Friendly Tech）、DS2，以及艾克西罗斯（Axiros）。
一个客户端侧自助安装光盘可以覆盖从调制解调器配置到安装客户端程序的处理过程，包括家庭网络设备。软件通常自动执行，例如它不需要一个在线连接和一个昂贵的后端基础设施。在这样一个安装过程中，该软件通常同时安装诊断和自修复应用程序（diagnosis and self-repair applications），以便在出现问题的情况下帮助客户，避免代价高昂的热线电话。这样的客户端侧应用程序同时为市场营销、交叉和提升销售（cross- and up-selling）开放完整的新可能。这样的解决方案来自高度专业化的公司例如mquadr.at或直接来自提供商的开发部门。